# ラーワルピンディー
ラーワルピンディー （ウルドゥー語: راولپنڈی、Rāwalpindī）は、パキスタン北部パンジャーブ州北端にある都市。ポトワール高原にあり、イスラマバードの南約10kmに位置する。地元では短くピンディとも呼ぶ。
北部パキスタンの商工業の中心地で、パキスタン陸軍司令部や情報機関が置かれる軍事都市でもある。陸軍医科大学やファーティマ・ジンナー女子大学などの大学がある。カラーチーからイスラマバードへの遷都が完了するまでの1960年から1966年にかけて、仮の首都が置かれていた。イスラマバードが建設されたこの期間に急成長を遂げ、人口では18万人から300万人を越え、パキスタンで第3位の都市になった。

## 歴史
ラーワルピンディーの北西35kmに世界遺産の仏教遺跡のタキシラがある。この地は5世紀にエフタルの進入を受け、その後は荒廃したままだった。10世紀にガズナ朝のマフムードがこの地に入るが脚光を浴びることは無かった。1765年、シク教徒がこの地を支配すると貿易商人らが住み着くようになる。19世紀初頭、シュジャー・シャーはラーワルピンディーで亡命生活を過ごした。
1849年、イギリスがこの地を占領し、マリー (Murree) が夏の首都になると、1851年にその駐屯地が設けられた。1860年にはマリー・ブルワリーが建設された。1886年にはノース・ウェスタン鉄道 (North Western Railway, NWR) も開通、イギリス領インド帝国でも最大級の軍事施設になった。ペシャーワルに鉄道が延びるようになると商業の面でも発展した。

### 独立
現在のラーワルピンディーは、近郊の首都イスラマバードが整備された人工都市であるのに対し、生活感の溢れる都市である。目抜き通りの「ベーナズィール・ブットー通り」（かつてのマリー通り、Murree Road）は独立後の政治的な出来事の舞台となってきた。
1951年初めに独立後のパキスタンの初代首相・リヤーカト・アリー・ハーンのカシミール問題への対応が生ぬるいとして、アクバル・カーン陸軍少将を中心としてクーデターが企てられ、計画は中止になったが当局に発覚し、3月9日から合計13名が逮捕された(ラーワルピンディー陰謀事件)。この逮捕者の中に、ウルドゥー文学を代表する詩人ファイズ・アハマド・ファイズが含まれていた。
1951年10月16日、首相のリヤーカト・アリー・ハーンは市内のマリー通りにある公園での政治集会の最中に、胸に2発の銃弾を浴びて暗殺された。この地は彼の名を取って「リヤーカト公園」となっている。1979年、大統領だったズルフィカール・アリー・ブットーが絞首刑に処されたのはラーワルピンディーである。

### 21世紀
2003年12月14日、ラーワルピンディー郊外の橋がムシャラフ大統領の車列が通過した直後に爆破される暗殺未遂事件が発生したが、大統領らに被害はなかった。それから間もない12月25日には、またもムシャラフ大統領の車列めがけて爆弾を積載した車両が突入する自爆テロ事件が発生、やはり大統領らは被害を受けなかったが、市民14人が死亡する惨事となった。

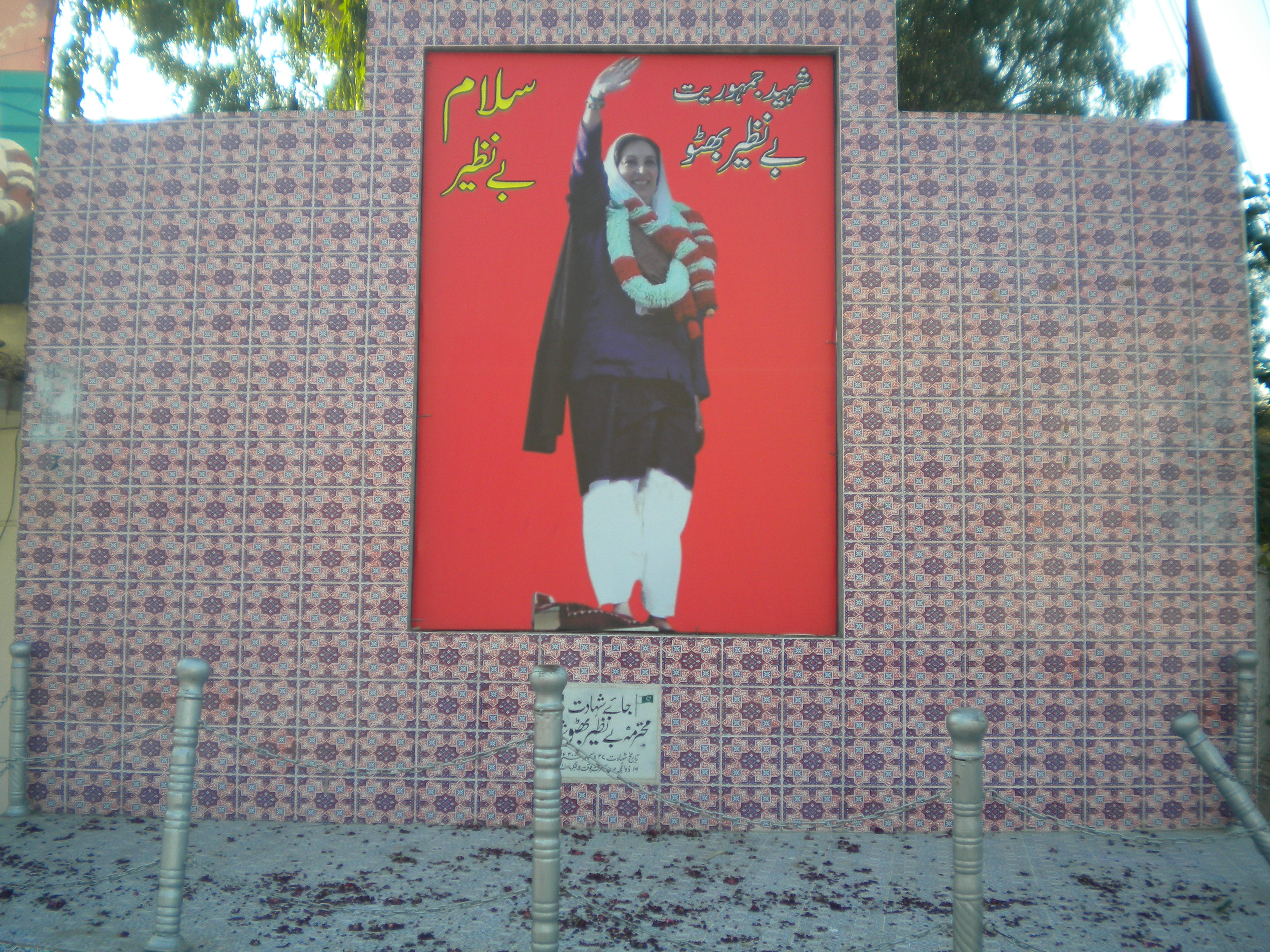
ベーナズィール・ブットー暗殺現場のメモリアル

また、2007年12月27日、「リヤーカト公園」でのパキスタン人民党支持者の選挙集会に参加しようとした元首相・ベーナズィール・ブットーは、直前に発生した自爆テロで集会が中止となり公園を車で立ち去ろうとした際に銃撃され暗殺された（ベーナズィール・ブットー暗殺事件）。直接の死因は銃撃によるものか、直後に犯人が自爆した爆発によるものかは今も不明である。
2025年6月から7月にかけて洪水が発生。市内の住宅地が冠水、洪水に対処するため軍が出動した。

## 交通

### 鉄道
市内には、イギリス植民地様式の駅舎が特徴のラーワルピンディー駅があり、当駅を経由してペシャーワル - カラチ間を連絡する列車が運行されている。

### 空港
市内にはベナジル・ブット国際空港があったが、2018年5月に民間便はイスラマバード国際空港に移転した。